# Вучић Перовић
Вучић Перовић (Котор, 1989) српски је позоришни, телевизијски и филмски глумац.

## Биографија
Као дечак био је заинтересован за глуму. Уписао је глуму на Факултету драмских уметности у класи Драгана Петровића Пелета. Дипломирао је са представом „Камени гост”, у режији Ђорђа Филиповића, коме је ово такође био дипломски рад.
Његова прва улога била је у ТВ серији Синђелићи. Живи и ради у Београду. У септембру 2022. године постао је члан глумачког ансамбла Народног позоришта у Београду.

## Филмографија
| Год.       | Назив                              | Улога                   |
| ---------- | ---------------------------------- | ----------------------- |
| 2010-е     |                                    |                         |
| 2013—2017. | Синђелићи (ТВ серија)              | Методије Синђелић       |
| 2014.      | Сама                               | Милош                   |
| 2014.      | Бранио сам Младу Босну             | Васа Чубриловић         |
| 2015.      | Бранио сам Младу Босну (ТВ серија) | Васа Чубриловић         |
| 2015.      | Бићемо прваци света                | младић – Мајин дечко    |
| 2015.      | Реквијем за госпођу Ј              | Миланче                 |
| 2016.      | Андрија и Анђелка                  | Дарко                   |
| 2016.      | Војна Академија 3                  | Богољуб „Буги” Јанковић |
| 2017—2020. | Војна академија (ТВ серија)        | Богољуб „Буги” Јанковић |
| 2017.      | Пусти ме да нађем срцу лек         | Новица                  |
| 2017.      | Немањићи - рађање краљевине        | Богдан, Угљарев син     |
| 2018—2019  | Жигосани у рекету                  | Борис                   |
| 2019.      | Пет                                | купац из мини мориса    |
| 2019.      | Војна академија 5                  | Богољуб „Буги” Јанковић |
| 2020-е     |                                    |                         |
| 2021.      | Нечиста крв (ТВ серија)            | Митке                   |
| 2022.      | Чудне љубави                       | Јанко                   |
| 2023.      | Хероји Халијарда                   | Сретен Јовић            |
| 2023.      | Бранилац                           | Александар              |
| 2023.      | Ни за живу главу                   | Инвеститор              |
| 2024.      | Мајка Мара                         | Милан Живковић          |

## Појављивање у спотовима
- "Парче љубави" - Леа Савин, кћерка познатог режисера Егона Савина.